# Ariceștii Rahtivani, Prahova
Ariceștii Rahtivani (nume alternativ, Rahtivani) este satul de reședință al comunei cu același nume din județul Prahova, Muntenia, România.
Istoria acestui sat începe încă din secolul al XVI-lea. Așezarea este atestată documentar din anul 1515.
În Buletinul Comisiunii Monumentelor Istorice, după ce prezintă câteva stațiuni din Prahova, precizează că "harta lui Tocileascu mai indică în acest județ și alte stațiuni, printre care se numără și Nedelea." La rândul său, Dicționarul geografic al județului Prahova menționează că la Movila Chesarului s-au găsit urme de ziduri vechi, săgeți, arcuri vechi și oseminte.pe malul Prahovei, fapt amintit și de O.G Lecca, în Dicționarul istoric, arheologic și geografic al României. 
Cele mai vechi informații privind alcătuirea administrativă din acest teritoriu se găsesc în Mare Dicționar Geografic al României, de G.I Lahovari, în care se vorbește despre " Aricești, comună rurală, plasa Filipești, județul Prahova, a cărei parte nordică se mai numește și Stoenești". G.I Lahovari amintește că " la sfârșitul veacului XIX exista Ariceștii de Jos, mahala, făcea parte din comuna rurală Ariceștii, plasa Filipești, județul Prahova; Ariceștii de Sus, mahala, făcea parte din comuna rurală Ariceștii, plasa Filipești, județul Prahova-aici reședința comunei; Buda, stație de drum de fier, comuna Păulești, pe linia Ploiești-Predeal, între stațiile Ploiești și Băicoi; Nedelea, comună rurală, plasa Filipești, județul Prahova." Privind administrația publică locală se spune: "despre istoricul acestei comune se știe că la sfârșitul secolului XIX exista mahala Ariceștii de Jos, comună rurală, aparținând de plasa Filipești". În continuarea acestui document, adăugăm concluziile profesorului Elena Necula, cuprinse în lucrarea de diplomă, susținută la Universitatea București, Facultatea de Geologie-Geografie. Iată ce se spune " Originea numelui satului de reședință-Ariceștii Rahtivani- vine de la fostele sate Ariceștii de Jos, dezvoltat în jurul conacului și al moșiei Aricescu, în care funcționează azi (1977) dispensarul uman și Ariceștii de Sus, dezvoltat în jurul fostului conac Cociu-Beiu, precum și satul Rahtivani, în care funcționează astăzi Consiliul Popular".

## Obiective
- Biserica „Sfântul Ilie”, „Sfântul Nicolae” din Ariceștii Rahtivani